# تغمي (تيغمي)
تغمي هي إحدى مشيخات المملكة المغربية، تتبع جغرافيا لإقليم تيزنيت وإداريًا لتيغمي. يقدر عدد سكانها بـ 5201 نسمة حسب الإحصاء الرسمي للسكان والسكنى لسنة 2004.